# Рудавец (Курская область)
Рудавец — село в Обоянском районе Курской области (Россия). Входит в Рудавский сельсовет.
Расположено в 7 км к северо-востоку от Обояни (15 км по автодорогам), и в 76 км от областного центра — города Курска. Расстояние до центра муниципального образования (пос. Рудавский) — 8 км.
Ближайшая действующая пассажирская железнодорожная станция — Ржава (поселок Пристень), находится в 50 км на восток от села.

## История
В «Писцовой и межевой книги города Обояни и его посады и поместных земель в станах Залесском, Салотинском и Рудовском…. 1684 г.» записано: «село Вознесенское на колодезе на Рудце, в селе церковь во имя Вознесенья Господа Бога и Спаса нашего, да в приделе Святого Великомучиника Дмитрия Солунского, а на усадищах дворы помещиков обоянцев…».
В ходе Петровских реформ в XVIII веке «детей боярских» перевели в сословие «однодворцы». В середине XIX века всех однодворцев перевели в сословие «государственные крестьяне».
В «Списке населенных мест …» записано: «село Рудавец (Вознесенское) при рч. Рудавце располагалось по левую сторону транспортой дороги из г. Обоянь в г. Тим входило в состав Казацкой волости 1-го стана Обоянского уезда Курской губернии». Село Рудавец (Вознесенское) было казенным, в котором насчитывалось в 1862 году 998 жителей в 85 дворах, в 1880 году — 1105 жителей в 140 дворах.
В селе имелась православная церковь.
В 1928 г. село было административным центром Рудавского сельского совета Обоянского района Курского округа Центрально-Чернозёмной области. На то время в состав сельсовета входило 298 хозяйств (дворов), в которых проживало 2020 человек.

## Население
| 2002 | 2010 |
| ---- | ---- |
| 505  | ↘385 |

Число дворов — 174.